# Zilte regendaas
De zilte regendaas (Haematopota bigoti) is een vliegensoort uit de familie van de dazen (Tabanidae). De wetenschappelijke naam van de soort is voor het eerst geldig gepubliceerd in 1880 door Gobert.